# Ellie Soutter
Ellie Soutter, née le 25 juillet 2000 à Bromley et morte le 25 juillet 2018 aux Gets, est une snowboardeuse britannique.

## Biographie

### Débuts
Ellie Soutter est originaire du comté de Surrey, en Angleterre. Elle a appris à faire du snowboard à l'âge de 10 ans dans la station des Gets, en France. Elle a été membre de la première édition de la Coupe d'Europe de snowboard, et est spécialisée en freestyle, freeride de snowboardcross. Elle commence à concourir dans des compétitions internationales en 2016.
En 2017, Ellie Soutter est nommée à l'Evie Pinching Award, un prix annuel pour les jeunes athlètes de sports d'hiver décerné par le Ski Club of Great Britain.
Ellie Soutter gagne la seule médaille britannique des Jeux olympiques de la jeunesse d'hiver de 2016, une médaille de bronze en snowboardcross, et est également la porteuse de drapeau de son équipe lors de la cérémonie de clôture. En 2017, elle remporte la médaille de bronze à Erzurum en Turquie lors du Festival olympique d'hiver 2017 de la jeunesse européenne.
Elle avait été sélectionnée pour représenter le Royaume-Uni aux Championnats du monde juniors de snowboard en Nouvelle-Zélande en août 2018.
Ellie Soutter a vécu dans la station des Gets, dans les Alpes françaises dont elle est l'ambassadrice. Elle était entraînée par la Française Déborah Anthonioz, médaillée olympique de snowboard lors des Jeux olympiques de 2010 de Vancouver.

### Décès
Ellie Soutter se suicide par pendaison le 25 juillet 2018 aux Gets (Haute-Savoie), le jour de son 18e anniversaire,.